# Наумовка (Курганская область)
Наумовка — деревня в Щучанском районе Курганской области России. Входит в состав в Петровского сельсовета.

## География
Расположена у озера Наумовское, в 4,5 км (по прямой) к западу от центра сельского поселения села Петровское.

## Население
| 1989 | 2002 | 2010 |
| ---- | ---- | ---- |
| 111  | ↘76  | ↘58  |

Национальный состав
Согласно результатам Всероссийской переписи населения 2002 года, в национальной структуре населения русские составляли 95 %.